# Romitia ministerialis
Romitia ministerialis là một loài nhện trong họ Salticidae.
Loài này thuộc chi Romitia. Romitia ministerialis được Carl Ludwig Koch miêu tả năm 1846.